# Chwalim
Chwalim – wieś w zachodniej Polsce, położona w województwie lubuskim, w powiecie zielonogórskim, w gminie Kargowa. Leży na prawym (północno-wschodnim) brzegu rzeki Obrzycy, w sąsiedztwie drogi krajowej nr 32 i zlikwidowanego odcinka linii kolejowej z Wolsztyna do Sulechowa (przystanek kolejowy Chwalim). Siedziba sołectwa Chwalim.

## Historia
Wieś historycznie należała do Wielkopolski, ma metrykę średniowieczną i jest notowana od XV wieku. Po raz pierwszy wymieniona została w 1408 jako Chwalny, 1418 Chwalym, Chwalim, 1424 Chwalimye, 1444 Valim.
W 1408 miejscowość należała do parafii Niałek Wielki, a później do parafii Kopanica. Wieś początkowo była własnością szlachecką, a od 1440 także duchowną, należącą do opactwa cystersów w Obrze. Wieś miała charakter owalnicowy i lokowana została w 1440. W 1467 leżała w powiecie kościańskim Korony Królestwa Polskiego.
W 1441 podkomorzy rozgraniczył tenuty królewskie Babimost oraz Kopanicę z częściami wsi Chwalim należącymi wówczas do opata z Obry oraz do Nikla Kargowskiego. W czasie ustalania tej granicy doszło do incydentu. Kiedy na granicy z Kopanicą usypano 40 kopców, tenutariusz Rudzki z Kopanicy udaremnił usypywanie dalszych kopców. Na granicy Chwalimia z Krampskiem Starym oraz Babimostem usypano 10 kopców co zatwierdził sąd ziemski.
Wieś odnotowały liczne historyczne dokumenty prawne i podatkowe. W 1513 król Polski Zygmunt Stary zatwierdził podział dóbr ojczystych Kargowa oraz Chwalim, a także królewskich Kopanica i innych dokonany pomiędzy braćmi Wojciechem i Janem z Żychlina. W 1515 tenutariusz kopanicki Jan z Żychlina posiadał m.in. majętności w Chwalimiu oraz jezioro Białokosz. W 1519 król Zygmunt Stary zezwolił Janowi Kopanickiemu na zapisanie swojej siostrze Annie, żonie Jakuba Padniewskiego, sumy 850 złotych węgierskich na wsi królewskiej Wąchabno oraz na jego dobrach dziedzicznych Chwalimiu i na jeziorze Białokosz. W 1516 Jan Reza z Kopanicy pozywał opata z Obry, ponieważ jego ludzie wybrali mu miód z barci w borze chwalimskim oraz zabrali dwa konie. W 1576 Jan Bylęcki opat obrski oraz Stanisław Żychliński podzielili między siebie niektóre obiekty we wsi oraz jej okolicach: bór Chwalimski przy jeziorze Tuchola, bór za rzeką Lubnicą przy wzgórzach zwanych Szerszeliny, a także łąki i nowe role powstałe po wykarczowanym borze.
W 1571 opat w Obrze zapłacił pobór podatkowy z połowy Chwalimia od 10 kwart roli czyli w przeliczeniu 2,5 łana osiadłego, od 7 zagrodników bez roli oraz od karczmy. W 1581 Jan Bylęcki opat z Obry zapłacił pobór od 2 i 3/4 łana, jednego łana karczmarskiego, od 11 zagrodników, 2 komorników, 11 rybaków oraz owczarza wypasającego 10 owiec. W 1581 miejscowość była wsią duchowną, własnością opata obrzańskiego, położoną w powiecie kościańskim województwa poznańskiego w Rzeczypospolitej Obojga Narodów.
Po potopie szwedzkim opustoszałą wieś zaludnili Wendowie, którzy nie stopili się jednak z – również protestancką – ludnością niemiecką.
Wskutek II rozbioru Polski w 1793 wieś przeszła pod władanie Prus i jak cała Wielkopolska znalazła się w zaborze pruskim. W okresie Wielkiego Księstwa Poznańskiego (1815–1848) miejscowość wzmiankowana jako Chwalim należała do wsi większych w ówczesnym powiecie babimojskim rejencji poznańskiej. Chwalim należał do babimojskiego okręgu policyjnego tego powiatu i stanowił część majątku Kargowa, którego właścicielem był rząd pruski w Berlinie. Według spisu urzędowego z 1837 roku Chwalim liczył 673 mieszkańców, którzy zamieszkiwali 132 dymy (domostwa). J. Bobrowicz odnotowuje, że wieś jako jedyna w powiecie babimojskim była wówczas zamieszkana przez „Słowian wyznania luterskiego” (Chwalimiaków), których Bobrowicz zalicza do Łużyczan (Wendów). Mieszkańcy Chwalimia należeli do parafii luterańskiej w Kargowej, gdzie odbywało się dla nich co dwa tygodnie nabożeństwo po polsku (mowa Chwalimiaków zbliżona była do języka polskiego). Zostali wysiedleni przez Niemców, jako element niepewny, w 1939 r.
W latach 1975–1998 miejscowość administracyjnie należała do województwa zielonogórskiego.